# Sigge Jernmark
Sigfrid Andreas "Sigge" Jernmark, född 9 juli 1887 i Göteborg, död 12 juli 1982, var en svensk målare, tecknare och dekoratör.
Jernmark fick sin konstutbildning på Valands målarskola i Göteborg och senare i Paris. Han var mest känd för sina motiv från hemstaden Göteborg. I ljus kolorit målade han ofta porträtt. Han är representerad på Göteborgs museum.